# Junge Welt-Pokal 1968
Der Junge Welt-Pokal 1968 war die 20. Auflage des höchsten Fußball-Pokalwettbewerbs der Altersklasse 16–18 auf dem Gebiet der DDR, der vom Zentralrat der FDJ in Verbindung mit dem Jugendausschuss der Sektion Fußball der DDR veranstaltet und durchgeführt wurde. Er begann am 11. Februar 1968 mit der 1. Runde (Achtelfinale) und endete am 24. April 1968 mit dem Finale in Leipzig. Dabei konnte der FC Karl-Marx-Stadt durch einen 3:1-Finalsieg gegen den Titelverteidiger BFC Dynamo zum dritten Mal nach 1958 und 1965 den Pokal gewinnen.

## Teilnehmende Mannschaften
Am Junge Welt-Pokal der Junioren (A-Jugend) für die Altersklasse (AK) 16–18 nahmen neben dem Pokalverteidiger, die Pokalsieger aus Ost-Berlin und den 14 Bezirken auf dem Gebiet der DDR teil. Spielberechtigt waren Spieler bis zum 18. Lebensjahr (Stichtag: 1. September 1949)..
Folgende Mannschaften nahmen am Junge Welt-Pokal teil:
| - Bezirk Rostock TSG Wismar - Bezirk Schwerin SG Dynamo Schwerin - Bezirk Neubrandenburg BSG Post Neubrandenburg - Bezirk Potsdam BSG Motor Babelsberg - Ost-Berlin FC Vorwärts Berlin | - Bezirk Frankfurt (Oder) BSG Stahl Eisenhüttenstadt - Bezirk Magdeburg 1. FC Magdeburg - Bezirk Halle HFC Chemie - Bezirk Leipzig 1. FC Lokomotive Leipzig - Bezirk Cottbus BSG Energie Cottbus | - Bezirk Dresden FSV Lokomotive Dresden - Bezirk Karl-Marx-Stadt FC Karl-Marx-Stadt - Bezirk Erfurt FC Rot-Weiß Erfurt - Bezirk Gera FC Carl Zeiss Jena - Bezirk Suhl BSG Kali Werra Tiefenort |
| BFC Dynamo (Pokalverteidiger) | | |

## Modus
Der Wettbewerb wurde im K.-o.-System ausgetragen und es wurde versucht, in 90 Minuten (mit möglicher Verlängerung von 2 × 15 Minuten) einen Gewinner auszuspielen. War danach kein Sieger gefunden, wurde ein Wiederholungsspiel mit getauschtem Heimrecht angesetzt. Wurde auch hier kein Sieger ermittelt, ging es mit fünf Spielern in ein Elfmeterschießen.

## 1. Runde (Achtelfinale)
| Datum                |                          | Ergebnis  |                            |
| -------------------- | ------------------------ | --------- | -------------------------- |
| So 11.02., 13:30 Uhr | BFC Dynamo               | 3:0       | BSG Post Neubrandenburg    |
| So 11.02., 13:30 Uhr | 1. FC Magdeburg          | 4:1       | BSG Motor Babelsberg       |
| So 11.02., 13:30 Uhr | FC Vorwärts Berlin       | 2:1 n. V. | TSG Wismar                 |
| So 11.02., 13:30 Uhr | SG Dynamo Schwerin       | 1:1 n. V. | BSG Stahl Eisenhüttenstadt |
| So 11.02., 13:30 Uhr | BSG Energie Cottbus      | 2:0       | 1. FC Lokomotive Leipzig   |
| So 11.02., 13:30 Uhr | BSG Kali Werra Tiefenort | 1:3       | HFC Chemie                 |
| So 11.02., 13:30 Uhr | FC Karl-Marx-Stadt       | 2:2 n. V. | FC Carl Zeiss Jena         |
| So 11.02., 12:15 Uhr | FSV Lokomotive Dresden   | 3:1       | FC Rot-Weiß Erfurt         |

### Wiederholungsspiele
| Datum                |                            | Ergebnis  |                    |
| -------------------- | -------------------------- | --------- | ------------------ |
| So 18.02., 14:00 Uhr | BSG Stahl Eisenhüttenstadt | 2:0       | SG Dynamo Schwerin |
| So 18.02., 14:00 Uhr | FC Carl Zeiss Jena         | 1:3 n. V. | FC Karl-Marx-Stadt |

## 2. Runde (Viertelfinale)
| Datum                |                            | Ergebnis  |                        |
| -------------------- | -------------------------- | --------- | ---------------------- |
| So 03.03., 13:30 Uhr | BSG Stahl Eisenhüttenstadt | 1:2       | BFC Dynamo             |
| So 03.03., 13:30 Uhr | 1. FC Magdeburg            | 3:0       | FC Vorwärts Berlin     |
| So 03.03., 12:30 Uhr | BSG Energie Cottbus        | 0:1 n. V. | FSV Lokomotive Dresden |
| So 03.03., 13:30 Uhr | HFC Chemie                 | 0:2       | FC Karl-Marx-Stadt     |

## 3. Runde (Halbfinale)
| Datum                |                        | Ergebnis  |                    |
| -------------------- | ---------------------- | --------- | ------------------ |
| So 17.03., 13:30 Uhr | BFC Dynamo             | 2:2 n. V. | 1. FC Magdeburg    |
| So 17.03., 13:30 Uhr | FSV Lokomotive Dresden | 1:3 n. V. | FC Karl-Marx-Stadt |

### Wiederholungsspiel
| Datum                 |                 | Ergebnis              |            |
| --------------------- | --------------- | --------------------- | ---------- |
| Mi .17.04., 16:30 Uhr | 1. FC Magdeburg | 0:0 n. V. (4:5 i. E.) | BFC Dynamo |

## Spiel um Platz 3
Das Spiel um Platz 3 wurde im Stadion des Friedens von Leipzig ausgetragen.
| Datum |                        | Ergebnis  |                 |
| --- | ---------------------- | --------- | --------------- |
| Mi .24.04., 10:30 Uhr                                                                                             | FSV Lokomotive Dresden | 2:4 n. V. | 1. FC Magdeburg |
| 1:0 Pohle (30.), 2:0 Sachse (49.), 2:1 Posorski (63.), 2:2 Gebhardt (80.), 2:3 Posorski (93.), 2:4 Posorski (95.) |                        |           |                 |

## Finale
Das Finale fand als Vorspiel des Olympia-Qualifikationsspiels DDR – Bulgarien im Leipziger Zentralstadion statt.
| Paarung            | FC Karl-Marx-Stadt – BFC Dynamo |
| Ergebnis           | 3:1 (2:0) |
| Datum              | Mittwoch, 24. April 1968 um 14:45 Uhr |
| Stadion            | Zentralstadion, Leipzig |
| Zuschauer          | 25.000 |
| Schiedsrichter     | Hans Uhlig (Neukieritzsch) |
| Tore               | 1:0 Neubert (12.) 2:0 Rauschenbach (17.) 3:0 Petzold (64., Foulstrafstoß) 3:1 Schwierske (84., Handstrafstoß) |
| FC Karl-Marx-Stadt | Matthias Heymann – Norbert Puschke, Jürgen Freyer, Wüst (34. Klaus Baumgärtel), Fritzsch – Diethard Beyer (59. Schuster), Roland Petzold – Hartmut Rauschenbach, Gotthard Zölfl, Frank Wiedensee , Volkmar Neubert (zum Kader gehörte weiterhin: Joachim Müller) Cheftrainer: Heinz Weber |
| BFC Dynamo         | Joachim Schramm – Jürgen Bochmann, Bernd Brillat, Frank Terletzki, Grebe – Wolfgang Filohn, Rainer Rohde – Siegbert Mielke, Ecken, Gerald Schwierske, Siegfried Mundt Cheftrainer: Hans Geitel                                                                                            |